# Eksplozje w Guadalajarze
Seria eksplozji w Guadalajarze, drugim co do wielkości mieście Meksyku, miała miejsce 22 kwietnia 1992 roku. Wskutek przedostania się benzyny do systemów kanalizacyjnych doszło do kilkunastu eksplozji, które zniszczyły osiem kilometrów ulic w ciągu czterech godzin. Według oficjalnych informacji śmierć poniosło 206 osób. Około 500 zostało rannych, 15.000 straciło dach nad głową. Straty pieniężne wyniosły od 300 mln do nawet 1 mld dolarów USA. Strefa rażenia jest dziś rozpoznawalna po znacznie nowszej architekturze niż reszta miasta.

## Zignorowane sygnały
Trzy dni przed katastrofą mieszkańcy alarmowali służby ratunkowe, że w ich kanalizacjach czuć zapach benzyny, a w niektórych przypadkach nawet wypływała z rur. Robotnicy którzy mieli to sprawdzić, odkryli niebezpiecznie wysoki poziom oparów benzyny w rurach. Niestety burmistrz zignorował zagrożenie uważając że nie ma powodów do paniki.

## Przyczyny i skutki
Śledztwa prowadzone w sprawie przyczyn tragedii wykazały dwie możliwe przyczyny katastrofy.
- Nowe rury wodociągowe wykonane z miedzi pokrytej cynkiem, położono zbyt blisko istniejących wcześniej rur prowadzących benzynę. Wilgoć spowodowała reakcję elektrolityczną która doprowadziła do korozji metalu, wytworzenia dziur(y) w rurach i przedostanie się paliwa do rur kanalizacji.

- Rury kanalizacyjne zbudowane w kształcie litery "U" aby miasto mogło rozwijać swój system kolei podziemnej. Zwykle rury buduje się tak aby grawitacja wspomagała usuwanie odpadów w rurach; rury u-kształtne pozwalały na odprowadzanie cieczy, lecz gazy nie przedostawały się dalej; w ten sposób w rurach zalegały opary benzyny.

W przypadku takiego stężenia niebezpiecznych oparów mała iskra wystarczyła aby spowodować tragedię. Mogło ją wywołać zbyt bliskie położenie rur względem siebie.
Po tragedii nikt nie chciał wziąć na siebie odpowiedzialności za to co się wydarzyło. Niektórzy twierdzili że to z firmy produkującej olej spożywczy wydostawał się łatwopalny heksan o zapachu podobnym do benzyny. Aresztowano kilkadziesiąt osób w związku ze śledztwem. Ostatecznie jednak nikogo nie ukarano za tę katastrofę.